# Kalichovky
Kalichovky (třída Staurozoa, řád Stauromedusae) jsou bentičtí mořští žahavci žijící v relativně chladných, zpravidla mělkých vodách.
Řadí se do podkmene Medusozoa. V dospělosti jsou podobné medúzovcům (mezi které byly ještě na počátku 21. století řazeny), pouze převráceným vzhůru nohama a přisedlým středem disku protaženým ve stopku k podkladu, zpravidla k mořským rostlinám. Jejich životní cyklus se také liší tím, že v něm nedochází ke střídání fází polypa a medúzy.
Je známo cca 50 druhů.

## Popis

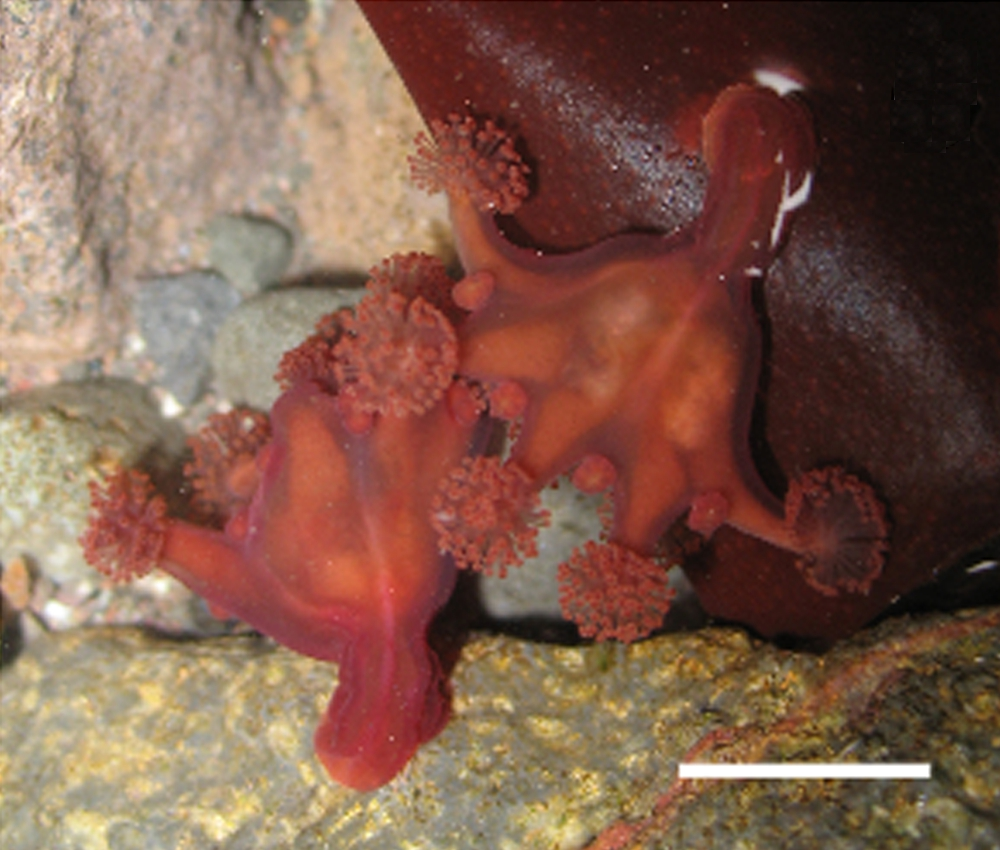
Dva dospělí jedinci kalichovky Haliclystus antarcticus

Hlavní částí těla, podle které jsou kalichovky pojmenovány, má tvar kalicha, ve kterém je umístěna trávicí dutina (láčka) rozčleněná na 4 trávicí kapsy, a rozmnožovací orgány. Na jedné straně, uprostřed níž jsou ústa spojená jícnem s láčkou, se kalich rozbíhá do osmi cípů zakončených svazky 20 až 100 chapadélek s přísavkami. Na druhé straně přechází kalich ve stopku zakončenou přísavným terčem. Pomocí něho se kalichovky přichytávají k rostlinnému podkladu. Kromě toho se při přesunech mohou přidržovat okolních předmětů i řadami přísavek na chapadélkách.
Kalichovky jsou pouze několik centimetrů velké; u největších druhů dosahuje průměr kalicha až 8,5 cm a celková délka se stopkou až 24 cm.
Některé kalichovky, např. kalichovka ušatá (Haliclystus auricula) či Stylocoronella riedli dokážou měnit barvu těla podle podkladu pomocí pigmentových ok.
Kalichovky jsou gonochoristé. Pohlavní buňky (vajíčka resp. sperma) jsou po prasknutí gonád uvolněny do trávicí dutiny a odtud se ústy dostávají do okolní vody, kde dochází k oplození.
Larva příliš nepřipomíná typickou planulu – je červovitého tvaru, neobrvená, bez gastrální dutiny. Je schopná plazivého pohybu či plave těsně nad povrchem dna. Může se nepohlavně množit pučením. Po přisednutí se postupně přemění přes tvar připomínající polypa do výsledné kalichovité podoby. U dospělců nebylo pozorováno nepohlavní rozmnožování (pučení ani strobilace).

## Fylogenetická klasifikace
Kalichovky se tradičně řadí do řádu Stauromedusae. Po vyčlenění z třídy medúzovci ("Scyphozoa"), dnes považované za nepřirozenou, je pro tento jediný řád vytvořena samostatná třída Staurozoa (pro oba taxony se užívá české jméno kalichovky, kterým je česky pojmenováno i několik rodů). Molekulární fylogenetické analýzy zatím neposkytují spolehlivou podporu pro jednoznačnou topologii fylogenetického stromu žahavců; recentní sesterskou skupinou kalichovek mohou být čtyřhranky (Cubozoa), polypovci (Hydrozoa), případně mohou být kalichovky jednou z bazálních větví Medusozoa. Podle morfologických analýz by kalichovkám měla být blízká fosilní skupina Conulatae (řazená do Staurozoa ale v r. 2006 vyřazená).
Tradiční podřády Cleistocarpida a Eleutherocarpida (navržené Clarkem již v r. 1863 a respektované ještě v komplexní klasifikaci žahavců od Dalyho a kol. z r. 2007) se však v nových fylogenetických analýzách ukázaly jako nepřirozené. V r. 2016 byla navržena nová fylogenetická klasifikace sdružující známé rody do šesti již dříve popsaných čeledí, které rozděluje do dvou nových podřádů Amyostaurida a Myostaurida podle absence či prezence souběžných radiálně symetricky rozmístěných svalů ve stopce, která nese vlastní kalich (české názvy dle BioLib):
Třída: Staurozoa Marques & Collins, 2004
- Řád: Stauromedusae Haeckel, 1879 - kalichovky
  - Podřád: Amyostaurida Miranda & Collins, 2016
    - Čeleď: Craterolophidae Uchida, 1929
      - Rod: Craterolophus Clark, 1863 - kalichovka

    - Čeleď: Kishinouyeidae Uchida, 1929
      - Rod: Calvadosia Clark, 1863 (včetně parafyletických skupin Kishinouyea, Sasakiella, či Lucernariopsis, dříve považovaných za samostatné rody) - kalichovka

  - Podřád: Myostaurida Miranda & Collins, 2016
    - Čeleď: Haliclystidae Haeckel, 1879
      - Rod: Depastromorpha Carlgren, 1935
      - Rod: Depastrum Gosse, 1858 - kalichovka
      - Rod: Haliclystus Clark, 1863 (včetně skupiny Stenoscyphus, dříve považované za samostatný rod) - kalichovka
      - Rod: Halimocyathus Clark, 1863 (=Halicyathus)
      - Rod: Manania Clark, 1863 - kalichovka

    - Čeleď: Kyopodiidae Larson, 1988
      - Rod: Kyopoda Larson, 1988

    - Čeleď: Lipkeidae Vogt, 1886
      - Rod: Lipkea Vogt, 1886

    - Čeleď: Lucernariidae Johnston, 1847
      - Rod: Lucernaria Müller, 1776 - kalichovka
      - Rod: Stylocoronella Salvini-Plawen, 1966

Poznámka: Podčeleď Tesseranthidae Haeckel, 1879 s doposud jediným rodem Tesserantha Haeckel, 1880, dříve řazená s podčeledí Depastridae Haeckel, 1879 (dnes součástí Haliclystidae) do čeledi Tesseridae Haeckel, 1879 a tedy do kalichovek, je dnes řazená do (nepřirozené) třídy Scyphozoa nebo považovaná za incertae sedis žahavců a proto není uváděna v moderních systémech kalichovek.